# Amt Bornhöved
Het Amt Bornhöved is een Amt in de Duitse deelstaat Sleeswijk-Holstein. Het omvat acht gemeenten in de Kreis Segeberg. Het bestuur voor het Amt is gevestigd in Trappenkamp. 

## Deelnemende gemeenten
1. Bornhöved
2. Damsdorf
3. Gönnebek
4. Schmalensee
5. Stocksee
6. Tarbek
7. Tensfeld
8. Trappenkamp